# 양고기

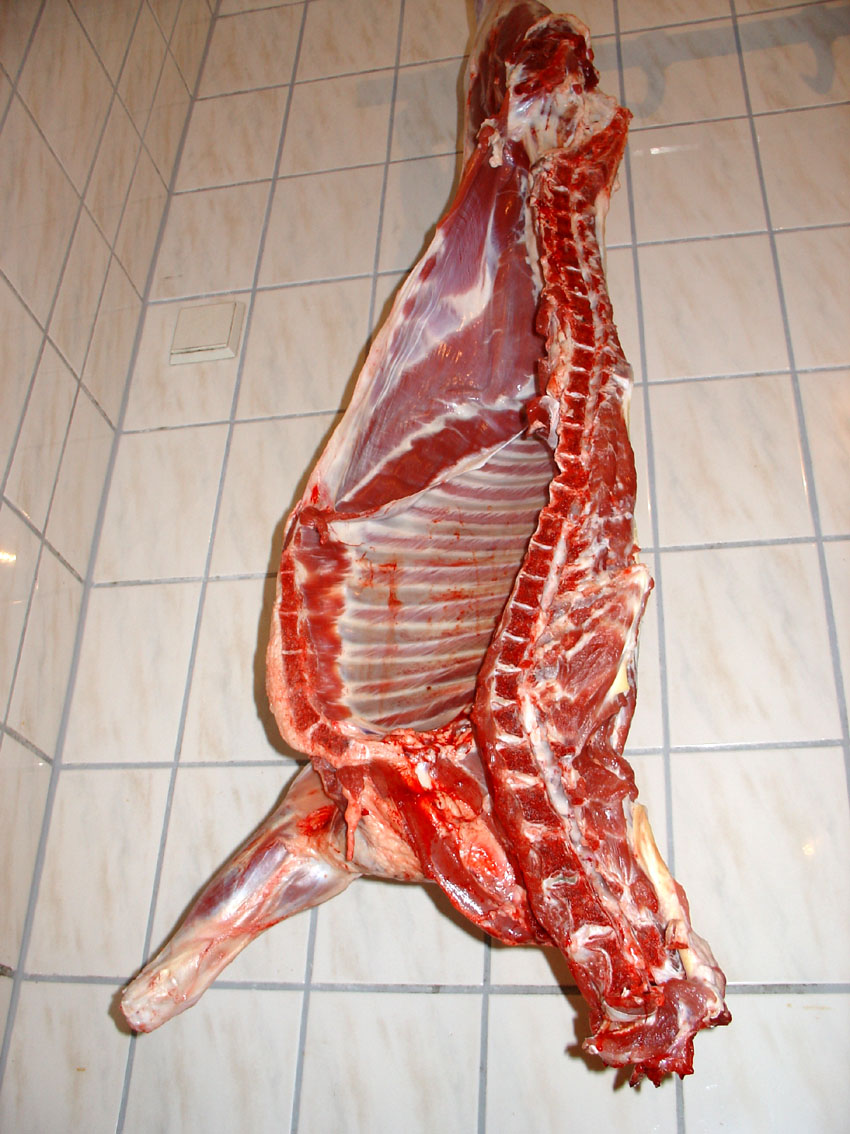
양고기

양고기는 사육된 양을 도축하여 만든 고기이다. 나이에 따라 어린양고기/램(lamb), 머튼(mutton), 호깃(hogget) 등으로 구분하기도 한다. 일반적으로 램이 머턴에 비해 가격이 비싼 특징이 있으며, 의미의 확장으로 인하여 현재는 램을 양고기와 동의어로 사용하기도 한다. 반면 머턴의 경우 현대에 이르러 점차 소비가 줄어드는 추세이다. 이외에 오스트레일리아에서는 고기를 생산할 목적으로 사육된 양을 일컬어 '프라임 램'(prime lamb)이라고도 한다.
양고기는 보통 가공을 하여 꼬치 등으로 구워 먹으며, 지역 및 문화에 따라 다양한 조리법이 개발되었다. 중국에는 뀀, 동남아시아에는 사테, 러시아에는 샤실리크, 터키에는 아다나 케밥 등의 요리가 있다.

## 생산 및 소비

### 양고기 소비
OECD-FAO Agricultural Outlook for 2016에 따르면 2015년 양고기 최상위 소비국가는 다음과 같다:
1. 수단 – 10.5 킬로그램 (23 lb) per capita
2. 카자흐스탄 – 8.1 킬로그램 (18 lb)
3. 오스트레일리아 – 7.4 킬로그램 (16 lb)
4. 알제리 – 7.1 킬로그램 (16 lb)
5. 우루과이 – 5.7 킬로그램 (13 lb)
6. 사우디 아라비아 – 5.5 킬로그램 (12 lb)
7. 뉴질랜드 – 4.4 킬로그램 (9.7 lb)
8. 튀르키예 – 4.1 킬로그램 (9.0 lb)
9. 이란 – 3.2 킬로그램 (7.1 lb)
10. 남아프리카 공화국 – 3.1 킬로그램 (6.8 lb)

### 양고기 생산
|                | 2008  | 2009  | 2010  | 2011  | 2012  |
| -------------- | ----- | ----- | ----- | ----- | ----- |
| 전 세계        | 8,415 | 8,354 | 8,229 | 8,348 | 8,470 |
| 알제리         | 179   | 197   | 205   | 253   | 261   |
| 오스트레일리아 | 660   | 635   | 556   | 513   | 556   |
| 브라질         | 79    | 80    | 82    | 84    | 85    |
| 중국           | 1978  | 2044  | 2070  | 2050  | 2080  |
| 프랑스         | 130   | 126   | 119   | 115   | 114   |
| 독일           | 38    | 38    | 38    | 39    | 36    |
| 그리스         | 91    | 90    | 90    | 90    | 90    |
| 인도           | 275   | 286   | 289   | 293   | 296   |
| 인도네시아     | 113   | 128   | 113   | 113   | 113   |
| 이란           | 170   | 114   | 90    | 104   | 126   |
| 카자흐스탄     | 110   | 116   | 123   | 128   | 128   |
| 뉴질랜드       | 598   | 478   | 471   | 465   | 448   |
| 나이지리아     | 145   | 149   | 171   | 172   | 174   |
| 러시아         | 156   | 164   | 167   | 171   | 173   |
| 튀르키예       | 278   | 262   | 240   | 253   | 272   |
| 투르크메니스탄 | 124   | 128   | 130   | 130   | 133   |
| 영국           | 326   | 307   | 277   | 289   | 275   |
| 미국           | 81    | 80    | 76    | 69    | 72    |

출처: Helgi Library, World Bank, FAOSTAT

## 같이 보기
- 양